# Parigi-Tours 2017
La Parigi-Tours 2017, centoundicesima edizione della corsa, valevole come evento dell'UCI Europe Tour 2017 categoria 1.HC, si svolse l'8 ottobre 2017 su un percorso di 234,5 km, con partenza da Brou e arrivo a Tours, in Francia. La vittoria fu appannaggio dell'italiano Matteo Trentin, il quale completò il percorso in 5h22'51", alla media di 43,581 km/h, precedendo il danese Søren Kragh Andersen e l'olandese Niki Terpstra.
Sul traguardo di Tours 167 ciclisti, su 172 partiti da Brou, portarono a termine la competizione.

## Squadre e corridori partecipanti
| N.      | Cod. | Squadra             |
| ------- | ---- | ------------------- |
| 1-8     | QST  | Quick-Step Floors   |
| 11-18   | COF  | Cofidis             |
| 21-28   | DDD  | Team Dimension Data |
| 31-38   | FDJ  | FDJ                 |
| 41-48   | LTS  | Lotto-Soudal        |
| 51-58   | ALM  | AG2R La Mondiale    |
| 61-68   | TLJ  | Team Lotto NL-Jumbo |
| 71-78   | BMC  | BMC Racing Team     |
| 81-88   | DEN  | Direct Énergie      |
| 91-99   | SUN  | Team Sunweb         |
| 101-108 | TFO  | Fortuneo-Oscaro     |

| N.      | Cod. | Squadra                      |
| ------- | ---- | ---------------------------- |
| 111-118 | KAT  | Team Katusha-Alpecin         |
| 121-128 | WGG  | Wanty-Groupe Gobert          |
| 131-138 | DMP  | Delko-Marseille Provence-KTM |
| 141-148 | ABS  | Aqua Blue Sport              |
| 151-158 | SVB  | Sport Vlaanderen-Baloise     |
| 161-168 | AUB  | HP BTP-Auber 93              |
| 171-180 | RNL  | Roompot-Nederlandse Loterij  |
| 181-188 | WVA  | WB-Veranclassic-Aqua Protect |
| 191-198 | ADT  | Armée de Terre               |
| 201-208 | VWC  | Veranda's Willems-Crelan     |
| 211-218 | RLM  | Roubaix-Lille Métropole      |

## Ordine d'arrivo (Top 10)
| Pos. | Corridore           | Squadra    | Tempo    |
| ---- | ------------------- | ---------- | -------- |
| 1    | Matteo Trentin      | Quick-Step | 5h22'51" |
| 2    | S. Kragh Andersen   | Sunweb     | s.t.     |
| 3    | Niki Terpstra       | Quick-Step | a 1"     |
| 4    | André Greipel       | Lotto      | a 7"     |
| 5    | Maximiliano Richeze | Quick-Step | s.t.     |
| 6    | Oliver Naesen       | AG2R       | s.t.     |
| 7    | Yves Lampaert       | Quick-Step | s.t.     |
| 8    | Andrea Pasqualon    | Wanty      | s.t.     |
| 9    | Mike Teunissen      | Sunweb     | s.t.     |
| 10   | Jempy Drucker       | BMC        | s.t.     |